# Shambala
În tradițiile tibetane budiste și indiene budiste, Șambala sau Shambala (scris, de asemenea, Shambhala sau Shamballa; tibetană: བདེ་འབྱུང་; Wylie: bde 'byung, pron. De-jung) este un regat mitic ascuns undeva în interiorul Asiei. Acesta este menționat în diverse texte antice, inclusiv Kalachakra Tantra, precum și în textele antice ale culturii Zhang Zhung care a precedat budismul tibetan din vestul Tibetului. Scripturile Bön vorbesc despre un ținut numit Olmolungring.

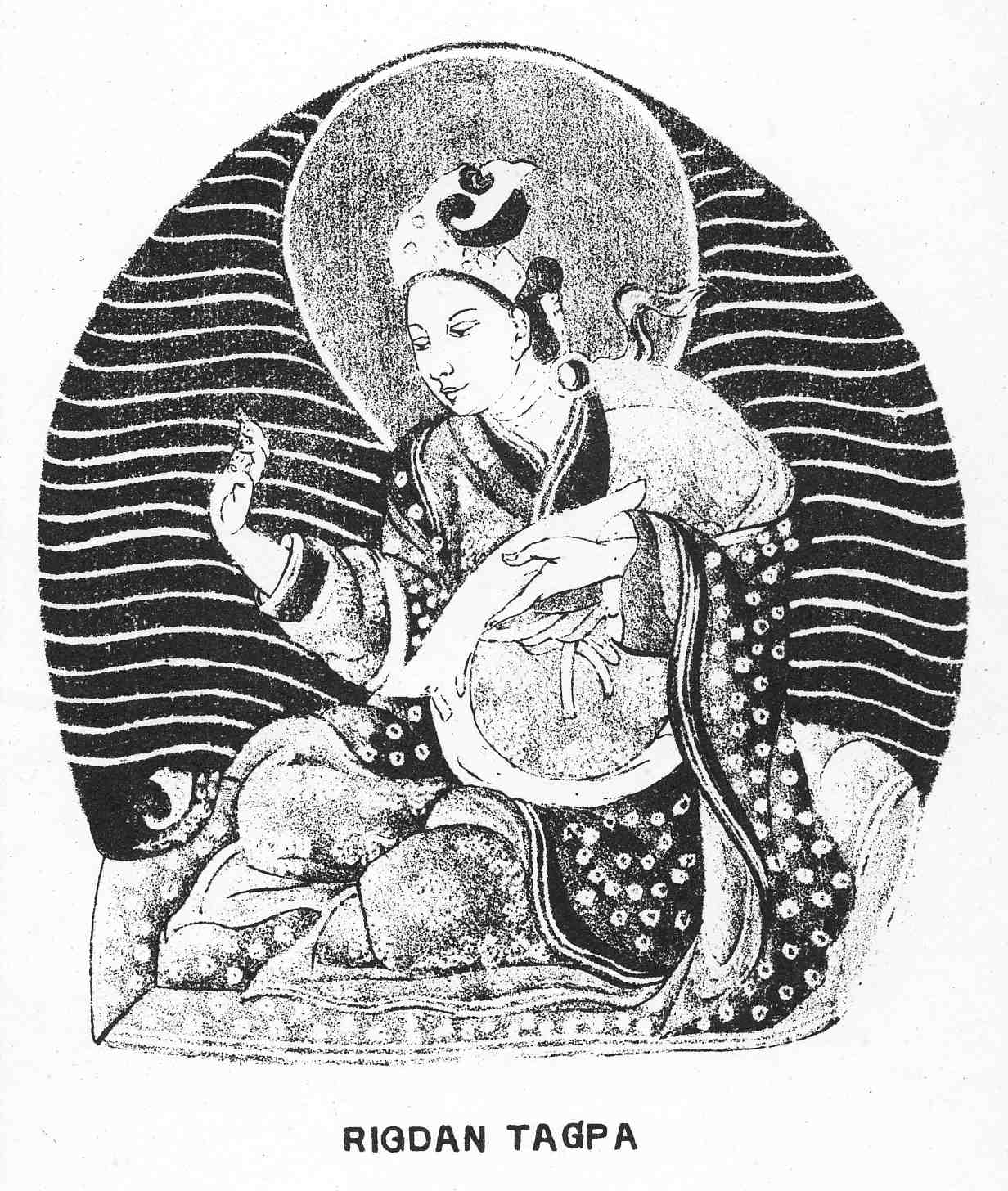
Rigden Takpa sau Manjushríkírti, Rege al Shambalei

Indiferent de baza sa istorică, treptat-treptat Shambala a ajuns să fie văzută ca un ținut pur budist, un regat fabulos a cărui realitate este vizionară sau spirituală la fel de mult ca cea fizică sau geografică. Aceasta a fost forma sub care mitul Shambalei a ajuns în Occident, unde a influențat căutătorii spiritualii budiști dar și pe cei care nu erau budiști; și, într-o anumită măsură, a influențat cultura populară în general. 
Shambala este, în concepția unor autori mistici, un centru secret de unde este guvernată planeta noastră. Termenul este cunoscut deja din tradiția orientală. Acest centru mistic ar fi ascuns undeva în interiorul Asiei sau nu s-ar afla pe pământ, ci într-o lume paralelă invizibilă. Din acea dimensiune tainică, ființele din Shambala pot vedea ce se petrece pe planeta noastră, putând interveni în anumite situații critice, pentru a ajuta orice ființă umană sau spre a corecta în bine destinul planetei.